# Evangelische Kirche (Veldenz)

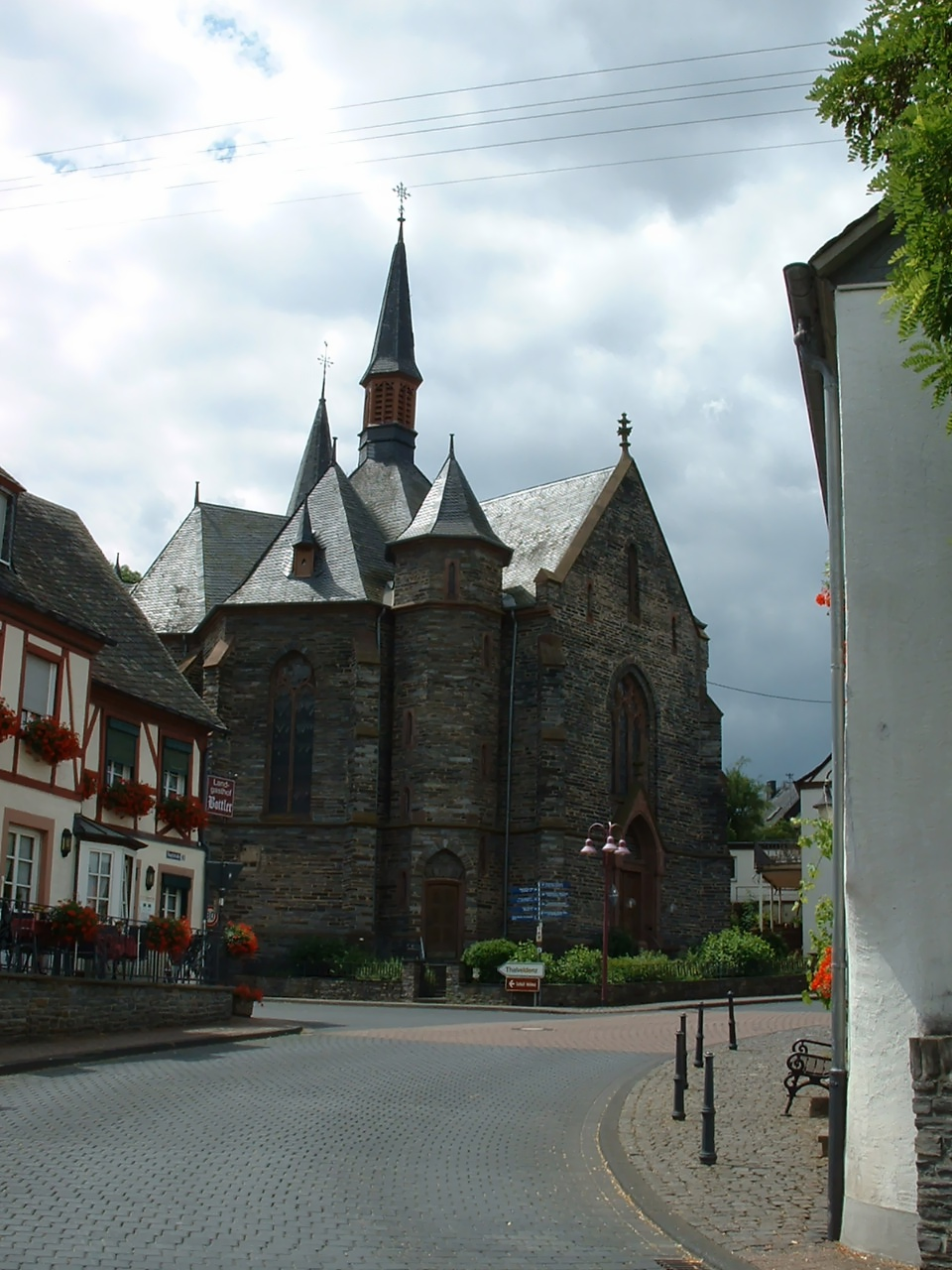
Außenansicht

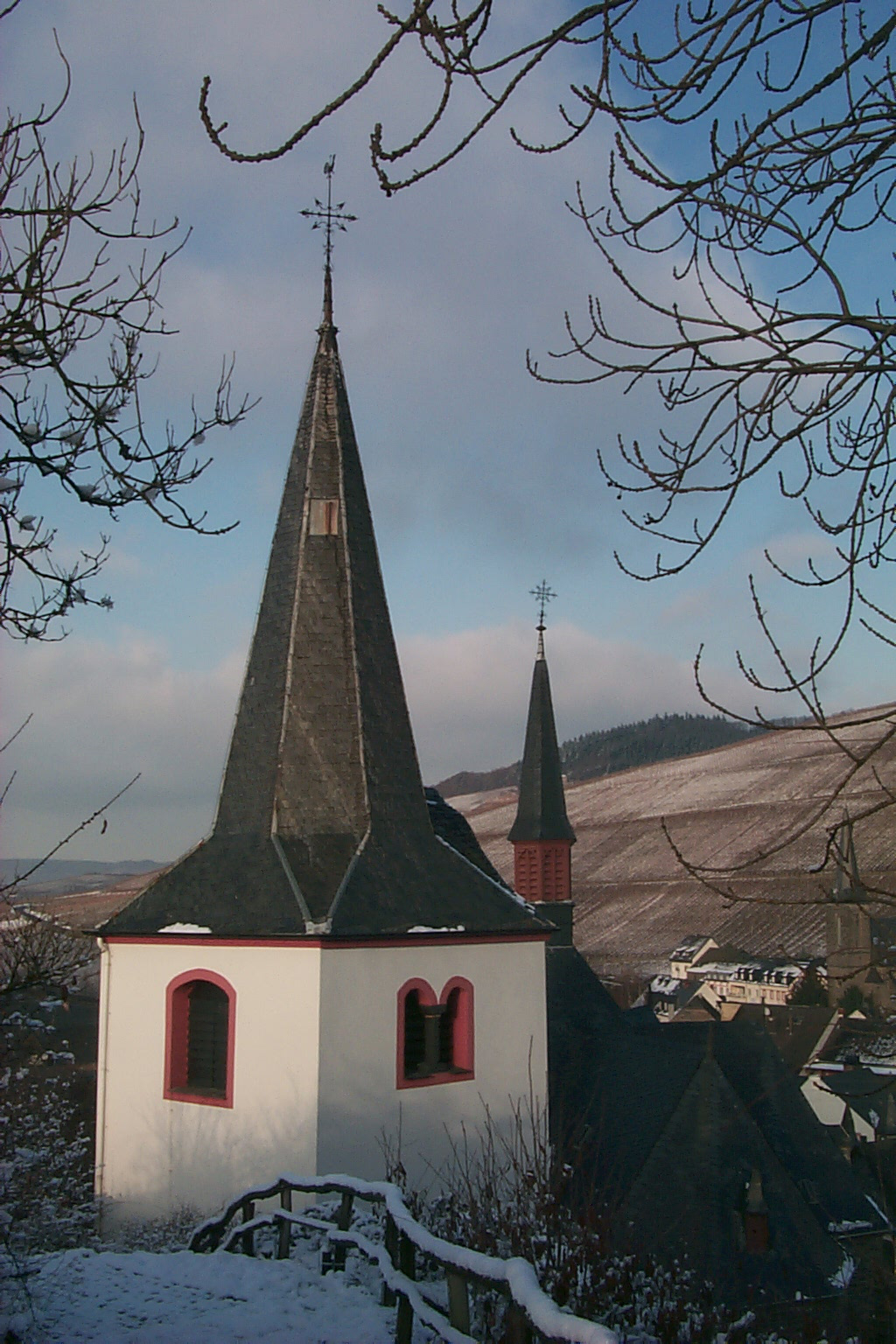
Ehemaliger Signalturm von Schloss Veldenz; heute Glockenturm

Die Evangelische Kirche Veldenz ist eine Kirche in Veldenz im Landkreis Bernkastel-Wittlich, Rheinland-Pfalz. Sie ist eine von drei Kirchen der Evangelischen Kirchengemeinde Veldenz, die zum Kirchenkreis Trier der Rheinischen Landeskirche gehört. Sie hat keinen eigenen Turm. Glocken und Uhr sind im etwas abseits stehenden ehemaligen Signalturm von Schloss Veldenz untergebracht.

## Geschichte
In der ersten Hälfte des 16. Jahrhunderts wurde in Veldenz die Reformation eingeführt. 
Die neugotische Kirche entstand nach Entwurf und unter Leitung des Trierer Architekten und Dombaumeisters Reinhold Wirtz. Die Grundsteinlegung erfolgte am 12. Mai 1886, die Einweihung am 25. August 1887.
Die Kirche wurde 1929 erstmals renoviert, 1945 wurde die Verglasung durch Artilleriebeschuss zerstört. Im Zuge der Renovierung 1973 erhielt die Kirche ihre heutige schlichte hellfarbige Ausmalung.

## Architektur und Ausstattung

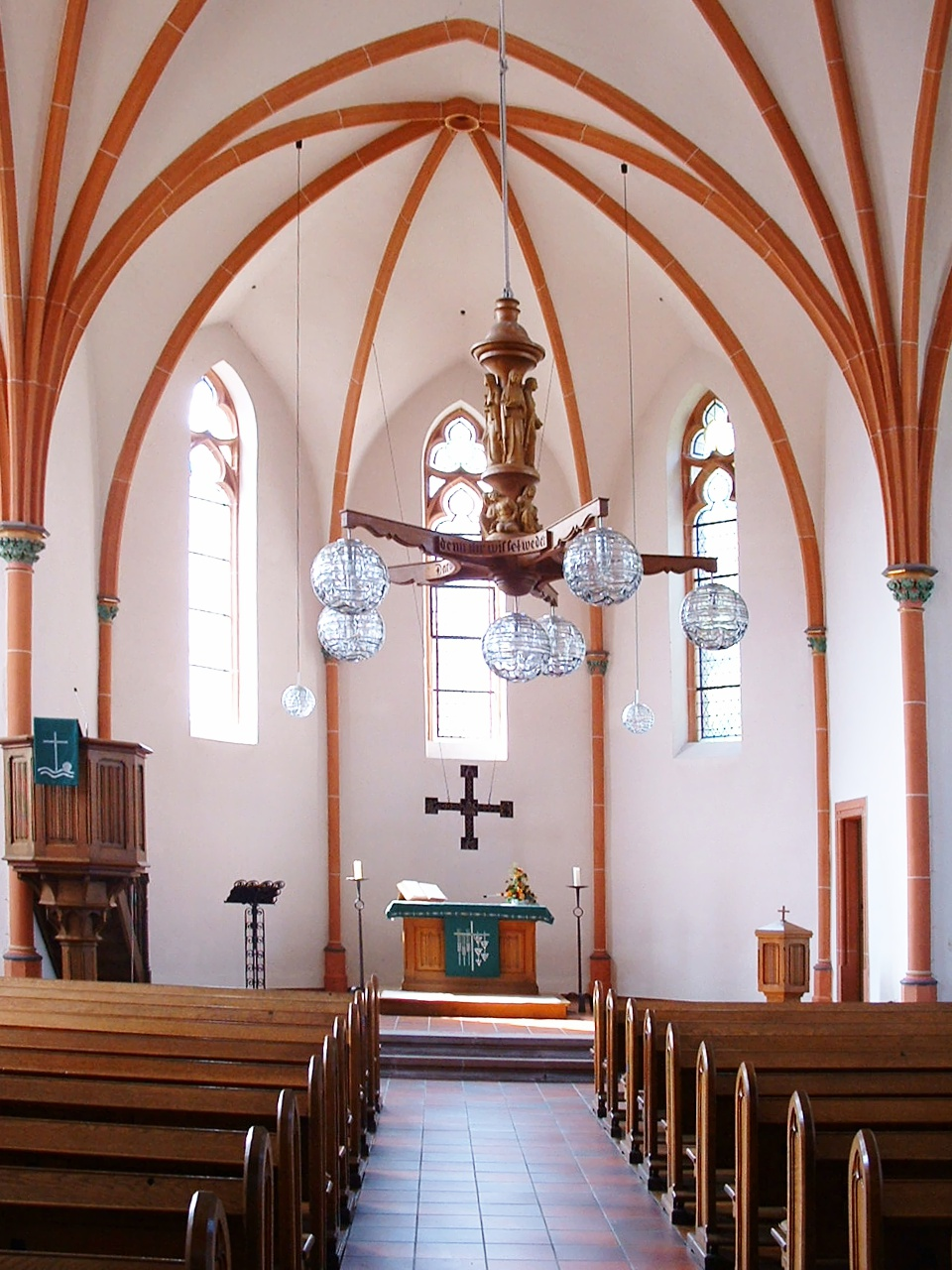
Innenraum

Das Kirchenschiff ist als Sechseck mit acht Metern Kantenlänge gestaltet. Im Osten schließt sich die fünfseitige Apsis und im Westen ein rechteckiger Baukörper, der von zwei Treppentürmen begleitet wird, mit der Orgelempore an. Die restlichen Polygonseiten des Kirchenschiffs werden durch halbe Sechsecke erweitert. Über dem Kirchenschiff erhebt sich über einem Sterngewölbe eine sechseckige Pyramide mit einem Dachreiter ohne Geläut. Das Kirchengestühl besteht aus geraden Bänken links und rechts des Mittelgangs. Die Kirche hatte ursprünglich eine Kapazität von 520 Sitzplätzen, die 1973 durch Einbau einer Heizung in den Emporenapsiden auf 420 Plätze vermindert wurde.

## Orgel

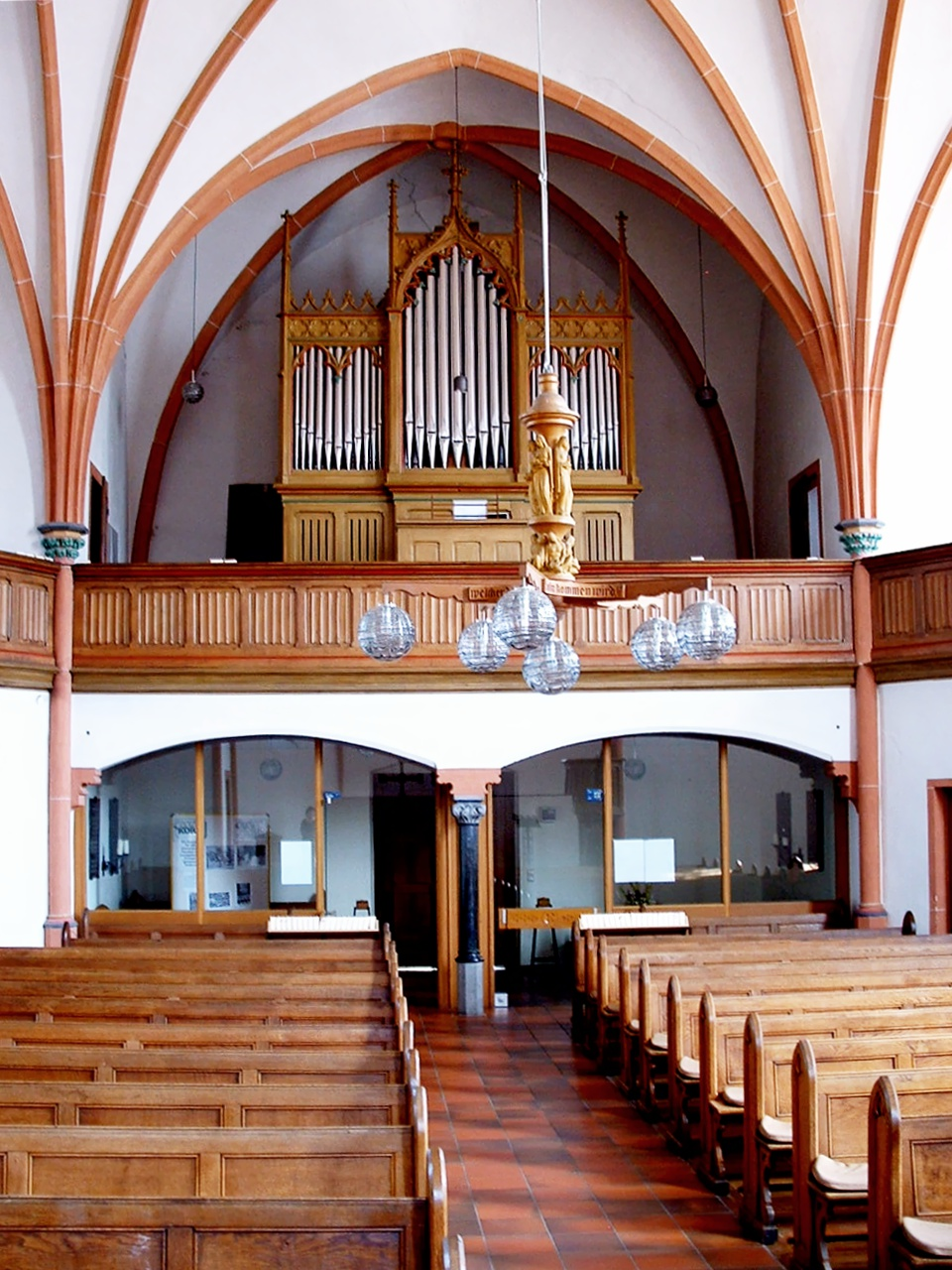
Orgel

Die Orgel wurde 1888 von der damals berühmten Orgelbauerfamilie Stumm gebaut. Im Jahre 1973 wurde das Instrument durch die Gebrüder Oberlinger restauriert und teilweise dem damaligen neobarocken Zeitgeschmack angepasst, vor allem im 2. Manual. Auch die Prospektpfeifen stammen aus dieser Zeit. 2015 erfolgte eine Restaurierung der Orgel durch die Werkstatt Orgelbau Müller. Dabei wurde die ursprüngliche Aeoline 8‘, die 1973 von Oberlinger durch eine Quinte 1 1/3 ersetzt worden war, mit einem aus der Irmenacher Stumm-Orgel gebraucht gekauften Register wieder eingebaut. Sie steht auf der Empore im westlichen Anbau.  Die Disposition ist wie folgt:
| I Hauptwerk C–f3 |                |     |
| 1.               | Bourdon        | 16' |
| 2.               | Principal      | 8′  |
| 3.               | Salicional     | 8′  |
| 4.               | Viola di Gamba | 8′  |
| 5.               | Gedackt        | 8′  |
| 6.               | Oktav          | 4′  |
| 7.               | Flöte          | 4′  |
| 8.               | Mixtur II-III  | 2′  |

| II Echowerk C–f3 |                  |    |
| 9.               | Lieblich Gedackt | 8' |
| 10.              | Aeoline          | 8' |
| 11.              | Flöte            | 4' |
| 12.              | Principal        | 2' |

| Pedal C–c1 |           |     |  |
| 13.        | Subbaßs   | 16′ |  |
| 14.        | Octavbaßs | 8′  |  |

- Koppeln: I/P, II/P, II/I und zwei Feste Kombinationen (Forte und Tutti) als Fußtritte

Technische Daten
- 14 Register
- 2-facher mechanischer Kastenbalg (funktionsfähig)

- elektrischer Windmotor
- Traktur:
  - vollmechanische Kegelladen
  - mechanische Registertraktur
- freistehender Spieltisch

## Nutzung
Die Kirche ist eine von drei Kirchen der evangelischen Kirchengemeinde Veldenz. Derzeit (2015) findet in der Kirchengemeinde regelmäßig ein Sonntagsgottesdienst statt. Dieser wechselt im Turnus zwischen der Kirche in Veldenz, der Evangelischen Kirche Burgen und der Evangelischen Kirche Gornhausen, sodass in Veldenz etwa jede dritte Woche ein Gottesdienst stattfindet. Seit 2011 ist die Kirchengemeinde Veldenz mit der Kirchengemeinde Mülheim an der Mosel pfarramtlich verbunden.